# Steven Vegter
Steven Vegter (Swifterband, 12 februari 2000) is een Nederlandse youtuber, influencer en model.
In 2017 kreeg Vegter op zeventienjarige leeftijd vanwege de hartspierziekte aritmogene rechterventrikelcardiomyopathie (ARVC) een hartstilstand. In 2019 werkte Vegter samen met het youtubekanaal Tieners mee aan een project van de GGD, het Trimbos-instituut en RadarAdvies. De vlogs gingen onder andere over soa’s, onzekerheid, telefoon/social media verslaving en depressie. In 2021 voltooide hij de opleiding mediavormgeving aan het Noorderpoort.